# Austurland
L'Austurland, littéralement « Région de l'Est », aussi connue sous le nom d'Austfirðir, « les fjords de l'Est », est l'une des huit régions de l'Islande. Son siège et sa plus grande ville est Egilsstaðir avec 2 300 habitants.

## Démographie
| Année | Population | Pourcentage de la population islandaise |
| ----- | ---------- | --------------------------------------- |
| 1920  | 10 245     | 10,85 %                                 |
| 1930  | 10 545     | 9,71 %                                  |
| 1940  | 10 220     | 8,41 %                                  |
| 1950  | 9 848      | 6,83 %                                  |
| 1960  | 10 367     | 5,78 %                                  |
| 1970  | 11 315     | 5,53 %                                  |
| 1980  | 12 856     | 5,56 %                                  |
| 1990  | 13 216     | 5,13 %                                  |
| 2000  | 11 768     | 4,13 %                                  |
| 2007  | 12 786     | 4,41 %                                  |
| 2020  | 13 173     | 3,61 %                                  |
| 2022  | 13 584     | 3,61 %                                  |

## Principales communes
- Austurbyggð
- Borgarfjörður eystri
- Breiðdalur
- Djúpivogur
- Egilsstaðir
- Eskifjörður
- Neskaupstaður
- Reyðarfjörður
- Seyðisfjörður
- Vopnafjörður

## Municipalités de l'Austurland
- Múlaþing
- Fjarðabyggð
- Fljótsdalshreppur
- Vopnafjarðarhreppur

## Comtés de l'Austurland
Austur-Skaftafellssýsla • Norður-Múlasýsla • Suður-Múlasýsla

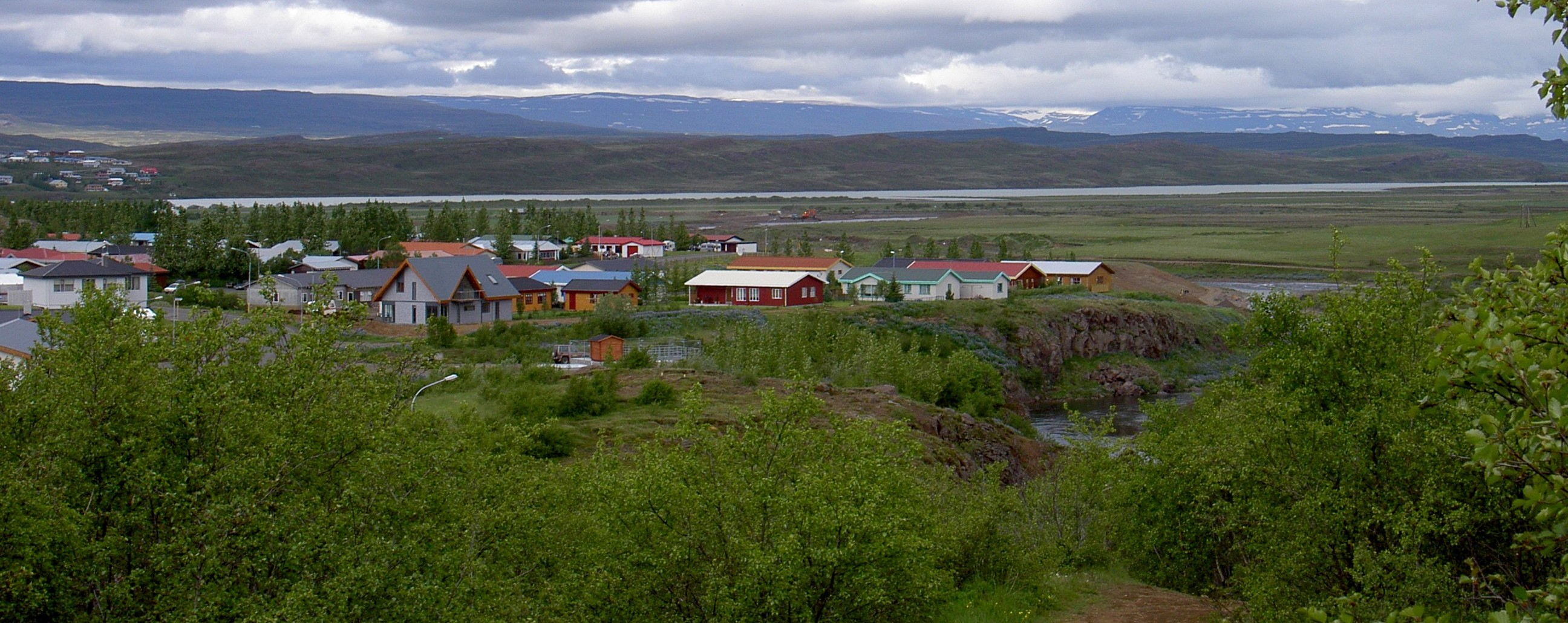
Egilsstaðir
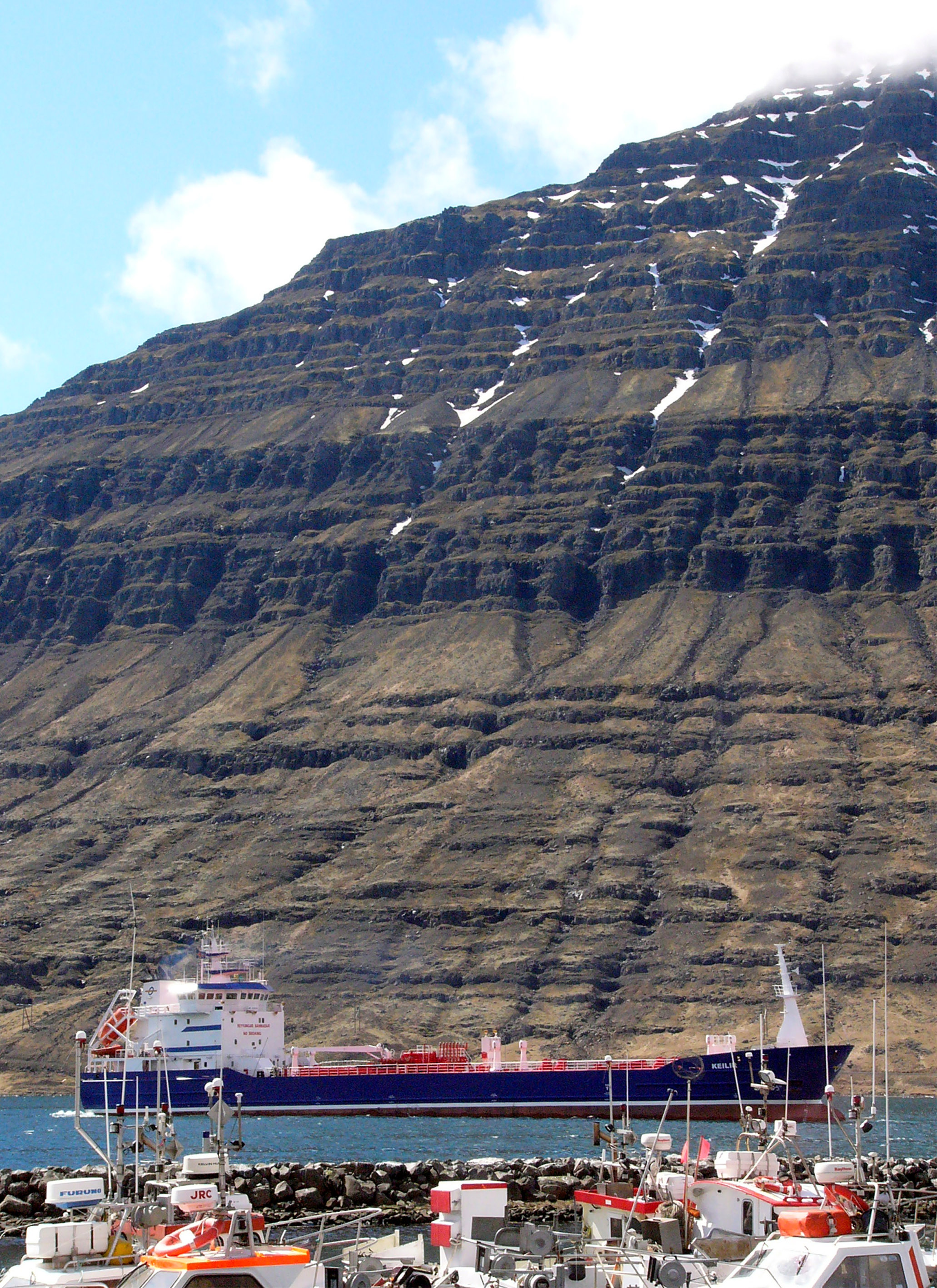
Reyðarfjörður
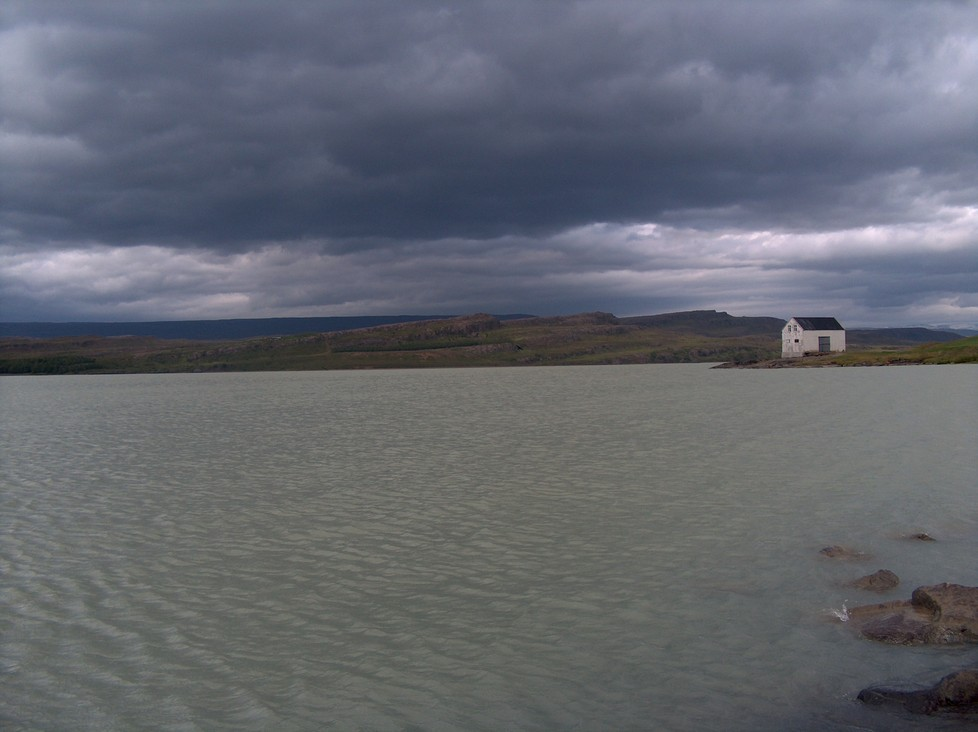
Le Lögurinn
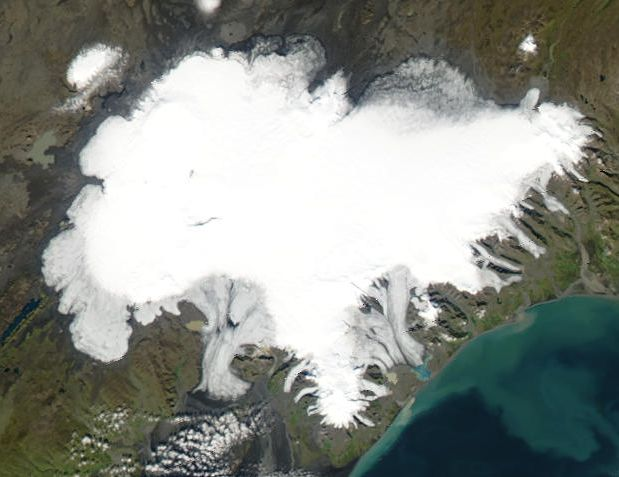
Le Vatnajökull, le plus grand glacier d'Europe